# Alguna pregunta més?
Alguna pregunta més? (en español, ¿Alguna pregunta más?), también conocido por sus siglas APM?, es un programa de humor y sátira de Cataluña, que se emite en TV3 desde julio de 2004. El espacio nació como una sección del programa informativo matinal de Catalunya Ràdio en 1995.
APM? repasa la actualidad de Cataluña y el resto de España a través de secuencias de programas de televisión, reportajes, anuncios y escenas cinematográficas. Con 18 temporadas, es uno de los espacios con más espectadores de la televisión pública catalana. La versión radiofónica ganó un Premio Ondas en 1997, mientras que la televisiva lo obtuvo en 2014.

## Historia del programa

### Radio
El origen de Alguna pregunta més? está en una sección del programa informativo de Catalunya Ràdio El matí, creada en 1995 por Antoni Bassas y Xavier Bosch. A través de cortes sonoros tomados de programas de televisión, la sección analizaba la actualidad de Cataluña y el resto de España con un toque de humor. En sus primeros años Bassas presentaba la sección, y contó hasta el año 2000 con la colaboración de Manel Fuentes, que intervenía y hacía imitaciones. Tras su marcha, fue sustituido por Carles Capdevilla. Dos años después de su debut, Alguna pregunta més? ganó un Premio Ondas en 1997 al mejor programa de radio local. El espacio continuó en radio hasta el 18 de julio de 2008, cuando Antoni Bassas abandonó El matí por discrepancias durante el proceso de renovación de su contrato.
En septiembre de 2012, Catalunya Ràdio comenzó a emitir, dentro del programa La Tribu de Catalunya Ràdio, el espacio APM? Exprés presentado por Sergi Vives.

### Televisión
El 14 de julio de 2004, con motivo del décimo aniversario del espacio de radio, Televisió de Catalunya hizo un especial de Alguna pregunta més? para televisión que se emitió en TV3. En un principio los creadores no esperaban hacer un trabajo con continuidad, pero los buenos datos de audiencia animaron a la cadena a realizar un programa semanal. El APM? de televisión mantuvo el núcleo de trabajadores del programa de radio, y Guillem Sans se puso al frente de la dirección del espacio en 2007.
La base del programa son las imágenes más curiosas de la televisión nacional e internacional, y los sketches realizados a partir de escenas concretas de programas y películas. En las primeras temporadas el cómico David Verdaguer participó como reportero en algunas secciones, y desde 2009 el guionista Manel Piñero participa como Homo APM. El programa se emite todos los miércoles , y su éxito propició el lanzamiento los fines de semana de APM? Extra, espacio que se emite los domingos con sketches repetidos de anteriores programas. En 2010, Canal Sur estrenó la versión en castellano del programa, Vamos que nos vamos.
También el programa es un éxito en el resto de España gracias a internet, en páginas como Youtube sus videos tienen cientos de miles de reproducciones.
Desde 2013 a 2016 en la cadena La Sexta de Atresmedia se emitió con el nombre de Top Trending Tele y desde 2017 en Neox como Random Neox.

## Secciones
APM? se basa en vídeos de zapping que muestran la actualidad del país y situaciones curiosas, presentadas siempre de forma satírica. También utilizan vídeos recurrentes a modo de coletilla o respuesta, sketches, parodias y doblajes. Además, hay espacios de imagen real, como Homo APM?. Sin embargo, el programa catalán comprende diferentes apartados en los que la temática es diferente al resto:
- Pressing APM?: diferentes actores actuales y personajes famosos se enfrentan a sus torpes fallos de la televisión.
- La televisió és cultura (en esp. "La televisión es cultura"): entrevistas a personajes relevantes de la televisión catalana y estatal
- Homo APM: bromas de cámara oculta con un actor llamado popularmente como "El Homo APM", que crea situaciones con frases del programa. Está interpretado por Manel Piñero, uno de los guionistas del programa.
- El defensor de l'espectador (en esp. "El defensor del espectador"): sale un momento exasperante de la televisión o de internet combinado con comentarios de indignación de aficionados del Barça.
- Cinquè mil·leni (en esp. "Quinto Milenio"): sección que imita de forma ocurrente al programa emitido en Cuatro, "Cuarto Milenio".
- Què m'has dit? (en esp. "¿Qué me has dicho?"): sección que recoge fallos de dicción en la televisión.
- Per un Tub (en esp. "Por un Tubo"): toman fragmentos de películas y las doblan con audios de las frases célebres del programa. La pantalla toma la apariencia de YouTube.
- APM? Trailer: se encaja un tema de actualidad en el tráiler de una película, serie o tráiler de videojuego de reciente estreno.
- Xooof: se muestran contradicciones entre personas en distintos programas de televisión, tras los cuales se muestra una escena de una caída o tiro a una piscina.
- Clàssics APM? (en esp. "Clásicos APM?"): similar a APM? Tráiler, se utiliza una película antigua.
- Sputnik: sección musical que imita de forma ocurrente al programa Sputnik, que emite El 33.
- La parabòlica (en esp. "La parabólica"): utilizan videos de cualquier idioma extranjero e inventan subtítulos acordes a los temas de actualidad.
- Fot Lee: se muestran fragmentos de programas televisivos en los cuales diversas personalidades públicas reciben duras críticas de parte de otras personas.
- APM? Sessions: sección musical donde hacen montajes con momentos televisivos.
- Encarats: se mezclan caras de famosos consiguiendo resultados muy divertidos.
- Si és veritat..., seria el rècord Guinness! (en esp. "Si es verdad, sería el récord Guiness"): sección donde cogen fragmentos de noticias y las montan consiguiendo una noticia divertida.
- Notícies d'actualitat: sección donde los Venga Monjas salen a la calle a preguntar a la gente si una serie de titulares son reales o falsos.
- Al carrer (en esp. "A la calle"): sección donde el reportero Jordi Asturgó sale a la calle a preguntar a la gente por un tema.
- Els catalans fan coses (en esp. "Los catalanes hacen cosas"): Peyu recorre los pueblos de Cataluña para proponer retos a los catalanes.
- El Mundo Today Cat: informativo satírico.
- Díaz de fúria: Joel Díaz, reportero "iconoclasta y enfant terrible", realitza reportajes donde hace preguntas a personajes públicos.
- Ciutat Juárez: sección donde Isma Juárez realiza reportajes de actualidad en Madrid.
- Catalunya on falla

## Premios
- Premio Ondas 1997 al mejor programa de radio local.
- Premio al Mejor Comunicador 2009 otorgado por la Facultad de Comunicación Blanquerna de la Universidad Ramon Llull.
- Premio Ondas 2014 al mejor programa de televisión en emisoras o cadenas no nacionales"[1]

## Programas y audiencias

### Temporadas
| Temporada | Temporada | Programas | Estreno                  | Final               | Audiencia media | Audiencia media | Audiencia media |
| Temporada | Temporada | Programas | Estreno                  | Final               | Espectadores    | Share           |                 |
| --------- | --------- | --------- | ------------------------ | ------------------- | --------------- | --------------- | --------------- |
|           | 1         | 39        | 14 de julio de 2004      | 13 de junio de 2005 | 636.000         | 24,2%           |                 |
|           | 2         | 37        | 12 de septiembre de 2005 | 25 de julio de 2006 | 627.000         | 22,5%           |                 |
|           | 3         | 32        | 11 de septiembre de 2006 | 24 de julio de 2007 | 296.000         | 12,6%           |                 |
|           | 4         | 31        | 10 de septiembre de 2007 | 22 de julio de 2008 | 581.000         | 19,2%           |                 |
|           | 5         | 42        | 30 de septiembre de 2008 | 21 de julio de 2009 | 631.000         | 19,9%           |                 |
|           | 6         | 37        | 15 de septiembre de 2009 | 13 de julio de 2010 | 586.000         | 18,2%           |                 |
|           | 7         | 41        | 14 de septiembre de 2010 | 5 de julio de 2011  | 614.000         | 18,9%           |                 |
|           | 8         | 40        | 13 de septiembre de 2011 | 10 de julio de 2012 | 599.000         | 18,0%           |                 |
|           | 9         | 31        | 12 de septiembre de 2012 | 24 de julio de 2013 | -               | -               |                 |
|           | 10        | 36        | 18 de septiembre de 2013 | 16 de julio de 2014 | -               | -               |                 |
|           | 11        | 40        | 17 de septiembre de 2014 | 29 de julio de 2015 | -               | -               |                 |
|           | 12        | 44        | 16 de septiembre de 2015 | 20 de julio de 2016 | -               | -               |                 |
|           | 13        | 41        | 14 de septiembre de 2016 | 5 de julio de 2017  | -               | -               |                 |
|           | 14        | 44        | 27 de septiembre de 2017 | 25 de julio de 2018 | -               | -               |                 |
|           | 15        | 42        | 12 de septiembre de 2018 | 24 de julio de 2019 | 400.000         | 15,4%           |                 |
|           | 16        | 40        | 18 de septiembre de 2019 | 16 de julio de 2020 | -               | -               |                 |
|           | 17        | 40        | 9 de septiembre de 2020  | 24 de junio de 2021 | -               | -               |                 |
|           | 18        | 42        | 15 de septiembre de 2021 | 30 de junio de 2022 | -               | -               |                 |
|           | 19        | 41        | 18 de septiembre de 2022 | 29 de junio de 2023 | -               | -               |                 |
|           | 20        | 43        | 10 de septiembre de 2023 | 27 de junio de 2024 | -               | -               |                 |
|           | 21        |           | 22 de septiembre de 2024 |                     |                 |                 |                 |
| Total     | Total     | 658       | 2004                     | -                   | -               | -               |                 |